# Neue Klassische Makroökonomik
Die Neue Klassische Makroökonomik (englisch new classical macroeconomics oder new classical economics) ist eine vor allem von Robert E. Lucas, Thomas Sargent und Neil Wallace vertretene Wirtschaftstheorie, die mikrofundierte Totalmodelle auf Basis neoklassischer Theorie entwickelt. Zu den wesentlichen Prämissen gehört die Theorie rationaler Erwartungen und ständiger Markträumung. Die Theorie kommt zu dem Ergebnis, dass Geldmengenpolitik keine Auswirkung auf die Konjunktur habe, es sei denn, die Geldpolitik war unvorhersehbar. Während die volkswirtschaftliche Debatte in den 1970er Jahren noch von der Kontroverse zwischen Keynesianismus und Monetarismus geprägt war, hat sich der Schwerpunkt seit den 1980er Jahren auf die Debatte zwischen Neukeynesianismus und Neuer Klassische Makroökonomik verengt.

## Grundannahmen
Die Neue Klassische Makroökonomik geht von folgenden Prämissen aus:
- Die Annahme ständiger Markträumung beruht auf der Prämisse vollständiger Preisflexibilität.
- Arbeitslosigkeit kann kurzfristig aufgrund von Informationskosten o. ä. bestehen, besteht nach dieser Theorie auf mittlere Frist aber ausschließlich auf nach unten unflexiblen Löhnen (Natürliche Arbeitslosenquote). Demnach gebe es keine unfreiwillige Arbeitslosigkeit.
- Gemäß der Theorie rationaler Erwartungen wird davon ausgegangen, dass die Wirtschaftsakteure alle verfügbaren Informationen effizient nutzen.
- Vollkommene Neutralität des Geldes: eine vorhersehbare Geldpolitik wirke sich nur auf die nominalen Preise und Löhne aus, aber nicht auf die Konjunktur, das Bruttoinlandsprodukt und die Beschäftigung.
- Konjunkturschwankungen können nur aufgrund unvollständiger Informationen entstehen (Dekompositionsproblem), wenn externe Schocks oder eine unvorhersehbare Fiskal- oder Geldpolitik eintritt.

## Verhältnis zu anderen Denkrichtungen
Manche Ökonomen betrachten die Neue Klassische Makroökonomik als moderne Variante des Monetarismus, andere betonen, dass die Unterschiede zwischen der Neuen Klassischen Makroökonomik größer sind als die Unterschiede zwischen Monetarismus und Keynesianismus.
Die Annahme ständiger Markträumung und die Ablehnung von Geld- und Fiskalpolitik steht im klaren Gegensatz zur Neoklassischen Synthese und zum Neukeynesianismus, für die Geldpolitik (und ggf. Fiskalpolitik) kurzfristig wirksam sein kann. Der Neukeynesianismus hat aber die Theorie rationaler Erwartungen und den Gedanken mikroökonomischer Fundierung der Totalmodelle von der Neuen Klassischen Makroökonomik übernommen.

## Bewertung
Die Neue Klassische Makroökonomik hat in theoretischer Hinsicht einen wesentlichen Beitrag zur Weiterentwicklung der Makroökonomie geleistet. Hier ist vor allem die Mikrofundierung der Totalmodelle auf Basis der Annahme rational handelnder Akteure, aber auch die Einführung von Inflationserwartung in die Modelle zu nennen. Diese Beiträge sind in den Neukeynesianismus (Neue Neoklassische Synthese) eingeflossen.
In praktischer Hinsicht sind die Modelle der Theorie realer Konjunkturzyklen aus der Neuen Klassischen Makroökonomik wenig geeignet, reale Konjunkturverläufe vorherzusagen oder abzubilden. Dies gelingt den neukeynesianischen Modellen besser.
Heutzutage besteht weitestgehend ein Konsens, auch unter Ökonomen der Neuen klassischen Makroökonomie, dass sich Löhne und Preise nicht so schnell anpassen, wie zur Wiederherstellung des Equilibriums zwischen Angebot und Nachfrage notwendig. Die Hypothese der Ineffektivität von Geldpolitik wird deshalb heutzutage kaum noch vertreten.